# Риварола, Каталино
Каталино Риварола Мендес (исп. Catalino Rivarola Mendez; 30 апреля 1965, Асунсьон, по другим данным — Мариано Роке Алонсо) — парагвайский футболист, защитник.

## Карьера
Каталино Риварола начал карьеру в 1980 году в клубе «29 сентября» из города Луке. Оттуда он перешёл в 1986 году в «Тембетари». В том же году защитник стал игроком «Серро Портеньо». Годом позже игрок отпраздновал победу в чемпионате Парагвая. Этот же успех игрок повторил в 1990 году. На следующий год Риварола уехал в аргентинский клуб «Тальерес». Игрок дебютировал в команде 1 сентября 1991 года в матче с «Архентинос Хуниорс», в котором его команда победила 2:0. 23 февраля 1992 года он забил первый гол за «Тальерес», поразив ворота «Сан-Лоренсо». Всего в этой команде он провёл 5 сезонов, проведя 98 матчей и забив 3 гола. Последний матч Каталино провёл 1 апреля 1995 года с «Расингом».
В 1995 году Риварола перешёл в бразильский «Гремио», искавший замену Паулану. Футболист составил центр обороны команды вместе с Адилсоном Батистой. В первый же год в клубе игрок выиграл Кубок Либертадорес. Через год стал чемпионом Бразилии и чемпионом штата Риу-Гранди-ду-Сул, а также победителем Рекопы Южной Америки. В том же году клуб играл на Межконтинентальный кубок с «Аяксом». Клуб проиграл по пенальти, а по ходу игры Каталино получил красную карточку за удар Патрика Клюйверта. Ещё через год Риварола выиграл Кубок Бразилии. Но уже в следующем сезоне игрок потерял место в составе, уступив Рафаэлу Швейдту и Жоржиньо Байано. В 1999 году Каталино перешёл в «Палмейрас», куда его пригласил бывший наставник Луис Фелипе Сколари. Туда же перешли Франсиско Арсе и Пауло Нунес, бывшие партнёры Риваролы по «Гремио». И в этой команде игрок уступил место в основе, проиграв Роке Жуниору, Жуниору Байано и Клеберу. Годом позже парагваец, который сыграл лишь 16 игр, ушёл в «Америку». Здесь игрок также не смог себя проявить и вернулся в Парагвай. Риварола подписал контракт с «Либертадом». Он завершил профессиональную карьеру в 2001 году.
В составе сборной Парагвая Риварола дебютировал 7 сентября 1988 года в матче с Эквадором. Он провёл 53 матча и забил 4 гола. Он поехал на чемпионат мира в 1998 году, но на поле не вышел. Защитник участвовал на двух Кубках Америки. В 1989 году он провёл один матч с Бразилией, а в 1991 году — все 4 игры.

## Личная жизнь
В январе 2003 года дом Риваролы в районе Лас Колидас, в котором находились его жена и дети, был ограблен. Дверь грабителю, одетому в форму полицейского, открыл один из детей. После чего в дом ворвались трое. Они украли 500 тыс. гуарани, ювелирные изделия и мобильные телефоны, затем скрылись.

## Достижения
- Чемпион Парагвая: 1987, 1990
- Обладатель Кубка Либертадорес: 1995, 1999
- Чемпион штата Риу-Гранди-ду-Сул: 1996
- Чемпион Бразилии: 1996
- Обладатель Рекопы Южной Америки: 1996
- Обладатель Кубка Бразилии: 1997